# Atta Mungra
Motilall (Atta) Mungra (?, 19 februari 1939 – Paramaribo, 14 augustus 2002) was een Surinaams politicus en ondernemer.
Hij studeerde van 1967 tot 1969 journalistiek aan de Universiteit van Amsterdam waarna hij tot 1974 rechten studeerde. Daarna was hij hoofd van de afdeling Culturele Zaken van de Surinaamse Ambassade in Nederland tot hij in 1976 ging werken bij de Surinaamse Luchtvaart Maatschappij (SLM). Bij de SLM werd hij in 1982 directeur. Op een Surinaams vliegveld werd hij op 20 mei 1988 aangehouden op verdenking van deviezensmokkel. Hij was toen in het bezit van een koffer met geld ter waarde van ongeveer 90.000 Nederlandse gulden (circa 40.000 euro). Pijnlijk genoeg was zijn broer Subhas Mungra op dat moment minister van Financiën. In oktober van dat jaar werd besloten dat hij na het betalen van een boete mocht aanblijven als SLM-directeur. Na de SLM-ramp op 7 juni 1989 waarbij 176 inzittenden omkwamen trad hij af als directeur, maar hij bleef wel adviseur bij de SLM.
Hierna werd hij directeur bij de verzekeringsmaatschappij Parsasco die betrokken zou zijn geweest bij bedrijfsspionage. Dilip Sardjoe, destijds de penningmeester van de hindoestaanse VHP, was de belangrijkste eigenaar van Parsasco.
Mungra werd voorzitter van de in 1996 van de VHP afgesplitste Basispartij voor Vernieuwing en Democratie (BVD). Na de verkiezingen van dat jaar stapte vijf VHP-ers in De Nationale Assemblée (DNA) over naar de BVD waarmee de regering Wijdenbosch II aan een meerderheid werd geholpen. In die regering werd Mungra minister van Financiën. Een jaar later liepen de spanningen in de coalitie op waarbij zijn partijgenoot Tjandrikapersad Gobardhan (tot dan minister van Onderwijs en Volksontwikkeling) hem opvolgde als minister van Financiën.
In 1998 richtte Mungra de Progressieve Politieke Partij (PPP) op, waar de DNA-leden Baboeram Panday en Tewarie zich bij aansloten.
Vlak voor de dood van VHP-voorzitter Jagernath Lachmon in oktober 2001 vond er nog een verzoening plaats tussen Lachmon en Mungra. Tussen Lachmons opvolger Ramdien Sardjoe en Mungra is het nooit meer goed gekomen.
Mungra overleed op 63-jarige leeftijd in zijn eigen huis.